# Nações celtas

As Seis Nações consideradas como o núcleo dos celtas modernos

A expressão nações celtas refere-se a áreas da Europa onde se supõe que membros da cultura celta (especificamente falantes de línguas célticas) tenham habitado. Desde meados do Século XX, que pessoas de vários países e regiões têm utilizado a celticidade para expressar sua identidade. Através do tempo, estas nações têm sido mais ou menos rotuladas como parte da celtofonia. Estas regiões celtas na Europa são por vezes referenciados como "Cinturão Celta" ou "Franja Celta", devido a sua localização situar-se geralmente na parte noroeste das regiões que ocupam (por exemplo, a Bretanha está situada no noroeste da França, as partes da Escócia e Irlanda que falam gaélico estão a noroeste e oeste, respectivamente). Todavia, como tais termos são às vezes interpretados como depreciativos, os residentes destas regiões preferem a denominação "Nações Celtas".
Analogamente às denominações "Europa latina", "Europa germânica" e "Europa eslava", também são chamadas de Europa celta ou Europa céltica.
Uma nação pode ter vários significados a depender do contexto ou da perspectiva política de quem empregue esta palavra. Coloquialmente o significado de nação é sinônimo de país e estado, mas um significado mais amplo é o de um conjunto de habitantes de um território que possuem uma cultura, uma língua, uma história, uma origem étnica ou uma mentalidade própria em comum (inconsciente coletivo). Segundo tal raciocínio, existem na Europa vários territórios/povos/nações que se autoproclamam celtas, e seriam por isso merecedores da denominação de Nações Celtas.

## As 'Seis Nações'
As regiões geralmente incluídas nesta identificação são:
- Bretanha
- Cornualha
- Irlanda
- Ilha de Man
- Escócia
- Gales

São tão somente estas as 'Seis Nações' consideradas célticas pela Liga Céltica, pelo Congresso Céltico e vários outros grupos pan-célticos. Cada uma das seis pode ostentar uma língua céltica própria: esse é o principal critério de celticidade para as organizações citadas.
Ao revés, da revivida identidade regional das Shetland e das Ilhas Orkney poderia ser dito que se apóia mais na cultura escandinava do que na cultura e nas raízes genealógicas celtas. Entrementes, tanto o movimento lingüístico Gallo (Alta Bretanha) quanto o dos Escotos das Terras Baixas (Lowlands) promovem línguas ou dialetos indígenas não-célticos para estes países, a saber, gallo, escocês e escocês de Ulster na Irlanda.
Quatro das 'Seis Nações' (Bretanha, Irlanda, Escócia, Gales) contém áreas onde uma língua céltica ainda é usada pela comunidade. Geralmente, estas comunidades estão situadas a oeste em seus países, em regiões elevadas ou ilhas, e por vezes afirmam serem mais célticas do que as áreas anglicizadas/galicizadas à leste ou nas grandes cidades.
De acordo com estudos antropológicos, as nações modernas denominadas as Seis Nações Celtas, que se consideram célticas, não têm na realidade nada a ver com os antigos celtas que dominaram a Europa da Idade do Ferro.

## Outras reivindicações
Em geral, a maioria dos países da Europa Central e Ocidental podem considerar ter tido uma influência celta. Em vários deles, também existem movimentos 'célticos', desejando seu reconhecimento como Nação Celta.

### A península Ibérica

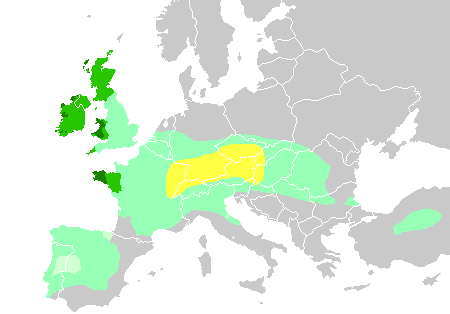
Os celtas na Europa, passado e presente:partes da Europa outrora populadas pelos celtas; habitantes atuais destas áreas frequentemente reivindicam uma herança e/ou cultura céltica

A Galiza, o norte de Portugal e Astúrias são as áreas mais frequentemente destacadas pela influência da cultura celta. A referência nas fontes clássicas à presença dos Celtas no Baixo Alentejo foi comprovada pela descoberta de um recinto de banquetes céltico perto da base aérea de Beja.
Nem na Galiza nem em Astúrias houve a sobrevivência de uma linguagem céltica, o que significa que o critério de Celta definido pela Liga Céltica, não se aplica. A base para a reivindicação de celticidade destas regiões, é, para além da consciência céltica per si a qual é justificada sucessivamente através das semelhanças na música, dança e folclore, uma herança cultural comum. A candidatura da Galiza a membro das "Nações Celtas" foi recusado pela Liga Céltica apesar de esta reconhecer a sua herança céltica.
A Cantábria e Portugal, mais precisamente a região do Minho, são ocasionalmente sugeridos como outras regiões célticas.

### Antigas regiões gaulesas
Muitos franceses se identificam ativamente com os gauleses.
Os falantes de francês (franco-provençal) da região do Vale de Aosta na Itália também vêm apresentando reivindicações ocasionais de herança céltica e o partido autonomista Liga Norte frequentemente exalta as raízes celtas da Padânia. Alegadamente, o Friuli também apresentou uma efêmera reivindicação de celticidade.
Os Valões são às vezes caracterizados como "celtas", principalmente em oposição às identidades "teutônica" flamenga e "latina" francesa; a palavra "valão" deriva de uma palavra germânica que significa "forasteiro", cognata com "galês".

### Inglaterra
Tradições e costumes celtas tiveram continuidade na Inglaterra,[carece de fontes?] particularmente nas extremidades tais como Devon, Nortúmbria e Cúmbria. Como um todo, a Inglaterra não é vista como um país céltico; durante a era 'céltica', a Grã-Bretanha era habitada por grande número de tribos regionais célticas, nenhuma das quais terminou formando diretamente a nação inglesa. Nas 'línguas célticas', ela é usualmente referida como a "Terra dos Saxões (Sasann, Pow Saws etc), e em galês como Lloegr.
Diferentemente de muitos dos exemplos acima, há pouca motivação política por trás desta busca por uma identidade mais complexa, mas um reconhecimento de que peculiaridades linguísticas culturais podem ser traçadas até as origens celtas. A Cúmbria, por exemplo, retêm alguma influência céltica, dos esportes locais (a luta livre da Cúmbria) a superstições, e traços do cúmbrico ainda são falados, afamadamente pelos pastores ao contar suas ovelhas (Yan, Tan, Tethera, Methera, Pim). Existem agora propostas de resgatar o cúmbrico como linguagem e existem cerca de 50 falantes de um hipotético "cúmbrico" reconstruído. A jurisdição também é o lar do Rheged Discovery Centre que testemunha a história céltica da Cúmbria. Seu nome é cognato de Cymru, o termo galês que significa "Terra dos Camaradas".
A revitalização da celticidade inglesa não tem sido popular entre seus vizinhos, cujas próprias renovações surgiram com o intuito de se contrapôr à cultura majoritária da Inglaterra dentro do Reino Unido. Ela também tende a ser apolítica, num contraste estrito ao dos 'Seis', Galiza ou mesmo da Padânia. Em seus primórdios, a revitalização concentrou-se no Rei Artur, fadas, folclore e também Boadicéia, cuja estátua se ergue na parte externa do palácio de Westminster. Curiosamente, Boadicéia, que combateu o imperialismo romano, foi realmente pesquisada por um ou dois ingleses vitorianos imperialistas, que clamavam que ela teria um "novo império" maior do que o romano. A revitalização moderna tem se focado muito mais em música, mitologia, rituais como os dos druidas e uma melhor compreensão dos festivais célticos que têm sido observados na Inglaterra desde o período céltico, e dialeto ou linguagem.

## As Américas e além
Em outras regiões, pessoas com herança de uma das 'Nações Celtas' também se associam à identidade céltica. Nestas áreas, tradições e linguagens célticas são componentes significativos da cultura local. Estas incluem o vale Chubut da Patagônia com falantes argentinos do galês (conhecida como "Y Wladfa"), Ilha Cape Breton na Nova Escócia, com falantes de gaélico, canadianos e o sudeste da Terra Nova com falantes do irlandês.
Em acréscimo a estes, expressivo número de pessoas dos EUA, Austrália e outras partes do antigo Império Britânico, podem se considerar de nacionalidade céltica por oposição aos grupos dominantes de ascendência anglo-saxã.